# Stavangerfjord (Schiff, 2013)
Die Stavangerfjord ist ein 2013 in Dienst gestelltes Fährschiff der norwegischen Reederei Fjord Line, die unter dänischer Flagge fährt. Sie wird auf der Strecke von Hirtshals nach Stavanger, Bergen und Langesund eingesetzt. Die Stavangerfjord war bei Indienststellung weltweit die erste mit Flüssigerdgas betriebene Kreuzfahrtfähre, wurde aber später auf andere Treibstoffe umgerüstet, nachdem LNG zu teuer geworden war.

## Geschichte
Die Stavangerfjord wurde am 16. März 2010 bestellt und lief am 15. März 2013 unter der Baunummer 87 auf der Werft Danzig vom Stapel. Noch während der Ausrüstung entschied sich die Fjord Line für eine Umrüstung des Schiffes vom gewöhnlichen Dieselantrieb zum Antrieb mit Flüssigerdgas. Dies verzögerte die Fertigstellung um mehrere Monate. Die Endausrüstung der Fähre erfolgte bei Fosen Yard. Das Schiff wurde schließlich am 6. Juli 2013 an die Reederei abgeliefert. Am 14. Juli nahm die Stavangerfjord den Fährbetrieb von Hirtshals über Stavanger nach Bergen und Langesund auf. Ihr jüngeres Schwesterschiff ist die 2014 in Dienst gestellte Bergensfjord. Auch sie verfügt über einen Flüssigerdgas-Antrieb.
Im Oktober 2013 traf das Schiff für Umbauarbeiten in der Fosen Yard in Rissa ein. Dort erhielt es unter anderem ein neues Restaurant. Am 14. Dezember nahm es den Fährdienst wieder auf. Neben dem üblichen Fähreinsatz wird die Stavangerfjord seit 2016 für sogenannte Neujahrskreuzfahrten an Silvester genutzt.
2018 erhielt die Stavangerfjord im Rahmen eines 7,9 Millionen Euro teuren Umbaus 60 zusätzliche Kabinen. Zudem entstand im Heckbereich ein beheizter Wintergarten mit 125 Sitzplätzen, der an das Buffetrestaurant des Schiffes angrenzt.
Während der COVID-19-Pandemie lag die Stavangerfjord im November 2020 kurzzeitig in Hirtshals auf.
Wegen der infolge des Angriffskriegs Russlands auf die Ukraine im Jahr 2022 und den damit einhergehenden Sanktionen gestiegenen Energiekosten, wurde der Antrieb des Schiffs von Januar bis Mai 2023 bei Fosen Yard vom reinen Betrieb mit Flüssigerdgas zu einem kombinierten Diesel-Gas-Antrieb umgebaut.